# Gordon French
Gordon French (7 marzo 1935 – Roseburg, 26 ottobre 2019) è stato un informatico statunitense noto soprattutto per aver fondato, insieme a Fred Moore, l'Homebrew Computer Club.
Il primo incontro del club fu tenuto il 3 marzo 1975 proprio nel garage di French dove furono mostrati il nuovissimo Altair 8800 ed altri computer autocostruiti da appassionati. French presiedette le prime 3 riunioni del club.